# كريستوفر بيلي (عداء)
كريستوفر بيلي (من مواليد 29 مايو 2000) عداء أمريكي فاز بميداليات في بطولة العالم لألعاب القوى وبطولة العالم لألعاب القوى داخل الصالات في سباق 4 × 400 متر تتابع. حقق الميدالية الذهبية للولايات المتحدة مع زملاءه في الفريق فيرنون نوروود، برايس ديدمون، راي بنجامين، كوينسي ويلسون في نهائي سباق 4 × 400 متر تتابع للرجال ضمن دورة الألعاب الأولمبية الصيفية 2024 يوم السبت 10 أغسطس 2024 في سان دوني، فرنسا.